# Padew Narodowa
Padew Narodowa ist ein Dorf im Powiat Mielecki der Woiwodschaft Karpatenvorland in Polen. Es ist Sitz der gleichnamigen Landgemeinde mit etwa 5400 Einwohnern.

## Geographie
Der Ort liegt am Fluss Babulówka, einem rechten Zufluss der Weichsel, im Sandomirer Becken, auf halbem Wege zwischen der Stadt Mielec im Südwesten und Tarnobrzeg im Nordosten. Die Nachbarorte sind Kębłów und Wojków im Nordwesten, Dymitrów Duży im Norden, Wola Baranowska und Zarównie im Osten, sowie Pierzchne, Jaślany, Józefów und Piechoty im Süden.

## Geschichte
Das königliche Dorf Padwa wurde im Jahr 1334 ins Deutsche Recht vom neuen polnischen König Kasimir dem Großen übertragen.
Bei der Ersten Teilung Polens kam das Dorf Padew 1772 zum neuen Königreich Galizien und Lodomerien des habsburgischen Kaiserreichs (ab 1804).

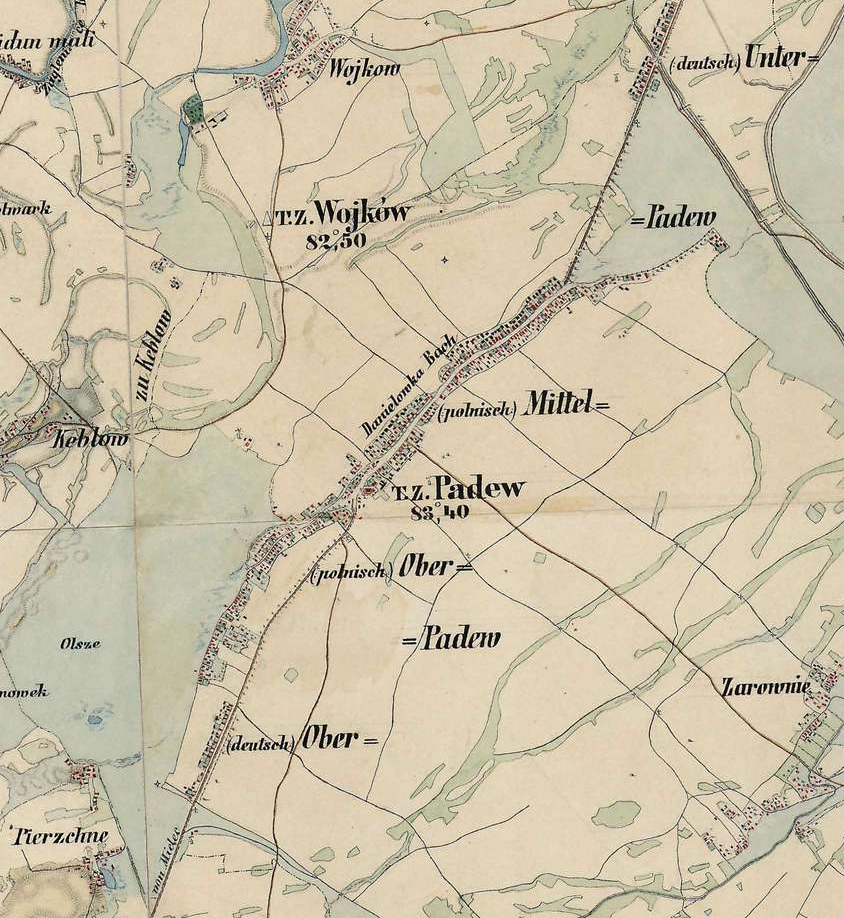
Padew auf der Franziszeischen Landesaufnahme um die Mitte des 19. Jahrhunderts

Im Jahre 1783 wurden im Zuge Josephinischen Kolonisation auf 325 Hektar im Süden (Ober Padew, heute Padew Górna) sowie im Norden des Dorfes (Unter Padew, heute Padew Dolna) Padew 40–42 deutsche Familien (167 Personen) als Kolonisten lutherischer und katholischer Konfession angesiedelt. Die Kolonie wurde anfänglich Fallbrunn genannt, aber der Name etablierte sich nicht und wurde einige Jahre nach der Gründung nie wieder benutzt. 1812 gab es 210 Deutsche, 1880 250, 1890 273. Die Protestanten gehörten zur Pfarrgemeinde in Reichsheim (seit 1867 mit dem Sitz in Hohenbach). 1875 gab es eine deutsche evangelische Schule in Padew Kolonia.

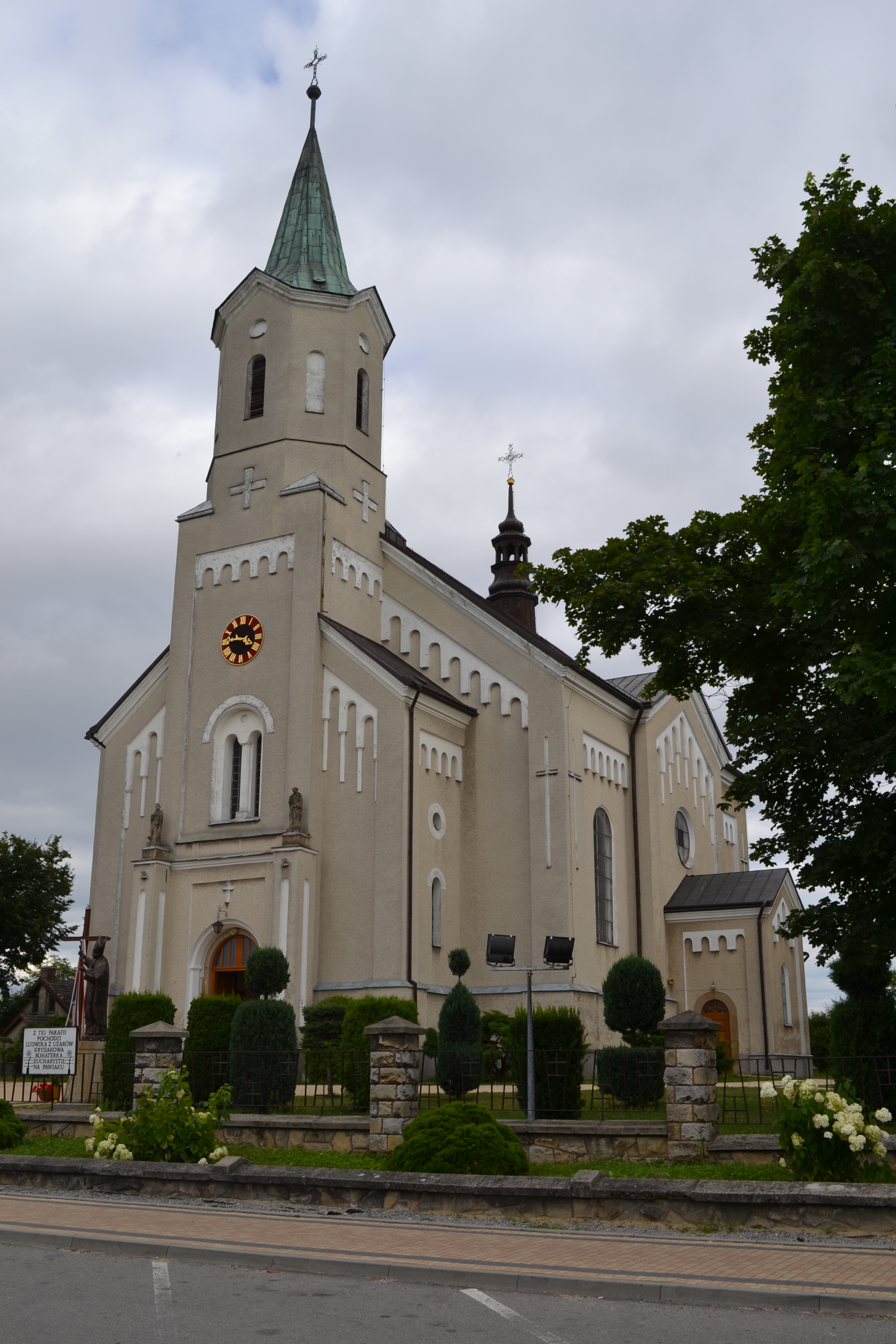
Katholische Kirche

Im Jahre 1900 hatte die Gemeinde Padew Narodowa im Bezirk Mielec 280 Häuser mit 1493 Einwohnern, davon waren alle polnischsprachig, 1470 römisch-katholisch, es gab 23 Juden. Die Gemeinde Padew Kolonia hatte 72 Häuser mit 510 Einwohnern, davon waren 272 polnischsprachig, 238 deutschsprachig, 252 römisch-katholisch, es gab 10 Juden, 248 anderen Glaubens (evangelisch).
1918, nach dem Ende des Ersten Weltkriegs und dem Zusammenbruch der k.u.k. Monarchie, kamen beide Gemeinden zu Polen. Unterbrochen wurde dies durch die Besetzung Polens durch die Wehrmacht im Zweiten Weltkrieg, während der sie zum Generalgouvernement gehörten.
1921 deklarierten sich 98 Bewohner in Padew Kolonia als deutscher Nationalität, nach Hohenbach und Reichsheim die größte Zahl im Sandomirer Becken.
Von 1975 bis 1998 gehörte Padew zur Woiwodschaft Rzeszów.

## Verkehr
Der Dienstbahnhof Padew liegt an der Bahnstrecke Łódź–Dębica. Es besteht eine Verbindungsstrecke zum Bahnhof Wola Baranowska an der Linia Hutnicza Szerokotorowa.

## Gemeinde
Zur Landgemeinde (gmina wiejska) Padew Narodowa gehören zwölf Dörfer mit Schulzenämtern und eine Reihe weiterer Ortschaften.

## Persönlichkeiten
- Adam Krużel (* 1954), polnischer Bariton.